# 鄭美珠
鄭美珠（英語：Cheng Mei-Chu，1966年7月21日—），澎湖縣人，臺灣畫家、藝術創作者。曾於國父紀念館、中正紀念堂、澎湖縣文化局、佛光緣美術館等地多次舉辦個人畫展。曾任澎湖縣國際藝術交流協會理事長、澎湖縣美術協會理事長、澎湖縣藝術聯盟協會理事長、澎湖縣社區大學兼任講師、樂齡學習中心講師。無黨團結聯盟推薦列入第九屆立法委員選舉全國不分區候選人。參選2018年馬公選區澎湖縣議會議員選舉。

## 獎項
- 1997年 救國團全國青年獎章
- 1998年 教育部第15屆全國美展油畫入選
- 2006年 國立馬公高中傑出校友獎
- 2009年 周大觀基金會全球熱愛生命獎
- 2009年 國立空中大學學習楷模獎
- 2009年 內政部第13屆金鷹獎
- 2010年 總統教育獎
- 2011年 大葉大學勤奮向學獎
- 2011年 教育部全國終身學習楷模獎

## 著作
- 《白鳥美珠童年記事》兒童繪本 2018年 白鳥美珠美術館
- 《鄭美珠油畫集》2013年 澎湖縣湖西鄉公所
- 《沙底下的流星－白鳥鄭美珠傳奇》2009年 周大觀文教基金會
- 《許輝煌、鄭美珠雙人聯展》2009年 國立台南生活美學館
- 《美麗在迷霧--鄭美珠畫集》2006年 澎湖縣文化局
- 《白鳥單飛》2001年 禹臨圖書

## 展覽
策展
- 2016年 藝術廈門博覽會/澎湖國際藝術交流協會聯展/中國廈門國際會展中心
- 2015年 檀香山嘉年華Honolulu Festival /澎湖縣國際藝術交流協會藝術展/美國夏威夷檀香山國際會議中心
- 2014年 「白鳥美術群聯展」 澎湖縣文化局、澎湖水族館
- 2008-2009年 「大葉大學 碩士班造形藝術聯展」 溪湖藝文館、清水高中、鹿港藝文中心、台中市文化中心、彰化縣文化局、嘉義市文化局巡迴展

個展
- 《1992年1月澎湖縣立文化中心中興畫廊》
- 《1994年8月高雄市立文化中心第二文物館》
- 《1994年9月澎湖縣立文化中心中興畫廊》
- 《1995年9月台中市立文化中心第五、六展覽室》
- 《1996年3月台南市立文化中心第二藝廊》
- 《1996年3月嘉義市立文化中心第二展覽室》
- 《1996年4月桃園縣立中壢藝術館》
- 《1996年5月雲林縣立文化中心三樓展覽室》
- 《1996年6月高雄縣立美濃田園藝廊(美濃鎮民族路) 》
- 《1996年7月水返腳藝文中心(台北縣汐止忠孝東路264巷) 》
- 《1996年11月台南縣立文化中心二樓畫廊》
- 《1996年12月彰化縣立文化中心四樓中心畫廊》
- 《1997年5月格爾藝術公司(台南市崇明十街) 》
- 《2000年4月格爾藝術公司(台南市崇明十街) 》
- 《2001年3月國立國父紀念館二樓東、西廊(台北市) 》
- 《2002年3月澎湖縣立文化局中興畫廊》
- 《2004年4月星巴客漢中店4樓藝文空間 (台北市漢中街)(雙個展) 》
- 《2006年9月國立澎湖科技大學藝文中心》
- 《2006年10月國立國父紀念館翠亨畫廊(台北市) 》
- 《2007年8月台北市立社教館B1第一展覽室》
- 《2008年4月高雄市立社教館》
- 《2008年4月彰化縣文化局三樓展覽室》
- 《2008年6月鹿港彰濱秀傳醫院人文藝術館(彰化鹿港鎮鹿工路) 》
- 《2008年10月澎湖縣湖西鄉公所》
- 《2009年1月萬芳醫院12FA藝文空間(台北市興隆路三段) 》
- 《2009年4月國立中正紀念館1F第三展場(台北市) (雙個展) 》
- 《2009年4月澎湖縣文化局文馨藝廊》
- 《2009年4月澎湖縣立海洋地質館(馬公市西文里) 》
- 《2009年5月畢卡索畫廊(台中縣豐原市向陽路) 》
- 《2009年6月佛光緣美術館台中館(台中市惠中路三段) 》
- 《2009年8月七色一味畫廊(台中縣沙鹿鎮中山路) 》
- 《2009年9月佛光緣美術館總館 (高雄縣大樹鄉佛光山) 》
- 《2009年10月國立台南生活美學館第二展覽室(雙個展) 》
- 《2009年12月佛光緣美術館屏東館(屏東市建華三街) 》
- 《2010年3月國立澎湖科技大學藝文中心》
- 《2010年7月梅嶺美術館(嘉義縣朴子市) 》
- 《2010年澎湖水族館二樓(澎湖縣白沙鄉) 》
- 《2010年若水藝文空間(宜蘭縣羅東文林路) 》

## 外部連結
- Painter turns illness into inspiration  （页面存档备份，存于）
- 澎湖縣藝術家鄭美珠等人也有意投入選戰 （页面存档备份，存于）
- 白鳥美珠記事繪本 鄭美珠細述童年故事 （页面存档备份，存于）
- 爭澎湖第三席立委 無黨聯盟不分區出奇兵 （页面存档备份，存于）
- 無盟成立澎湖後援會　盼爭取澎湖第3席立委 （页面存档备份，存于）
- 魚鱗癬畫家鄭美珠 要與世界分享才華
- 魚鱗癬畫家鄭美珠 圓夢沾到邊了[永久]
- 鄭美珠 (Cheng, Mei-Chu) 個人網站